# Łeonid Kadeniuk
Łeonid Kostiantynowycz Kadeniuk, ukr. Леонід Костянтинович Каденюк (ur. 28 stycznia 1951 we wsi Kliszkiwci w rejonie chocimskim obwodu czerniowieckiego, zm. 31 stycznia 2018 w Kijowie) – ukraiński kosmonauta, pierwszy i jedyny kosmonauta niepodległej Ukrainy, Bohater Ukrainy, poseł Rady Najwyższej Ukrainy IV kadencji.

## Życiorys
W 1967 roku, po ukończeniu szkoły średniej z medalem srebrnym rozpoczął studia w Wyższej Szkole Lotnictwa Wojskowego w Czernihowie (CzWWAUL).
Po ukończeniu w 1971 roku CzWWAUL i otrzymaniu dyplomu inżyniera-pilota o specjalności „pilotaż i obsługa statków powietrznych” pracował na stanowisku instruktora pilota CzWWAUL.
W sierpniu 1976 roku trafił do grupy radzieckich kosmonautów wahadłowca kosmicznego Buran.
W 1977 roku ukończył studia w centrum szkoleniowym pilotów doświadczalnych w Achtubinsku. Otrzymał dyplom i kwalifikacje pilota doświadczalnego.
W latach 1977–1979 przeszedł szkolenie i otrzymał kwalifikacje kosmonauty-testera.
Od 1977 do 1983 – kosmonauta-tester grupy wahadłowca kosmicznego Buran.
W latach 1984–1988 – pilot doświadczalny Instytutu Badań i Nauki Sił Powietrznych ZSRR w Achtubinsku.
W latach 1988–1996 – kosmonauta-tester, pilot doświadczalny wahadłowca kosmicznego Buran.
W 1989 ukończył Moskiewski Instytut Lotniczy – wydział budowy samolotów.
W latach 1988–1990 odbył szkolenie inżynieryjne i lotnicze w ramach programu Buran jako dowódca wahadłowca.
Brał udział w pracach zmniejszenia trajektorii przy podejściu do lądowania promu kosmicznego Buran na samolotach MiG-31 i MiG-25.
W latach 1990–1992 został przeszkolony w pełnym zakresie jako dowódca statku transportowego Sojuz-TM.
Po rozpadzie Związku Radzieckiego Kadeniuk pozostał w rosyjskich siłach kosmicznych i przyjął obywatelstwo rosyjskie. W 1995 roku, podczas przygotowań do pierwszej ukraińskiej misji kosmicznej, zgłosił się na ochotnika do wzięcia udziału i wrócił do ojczyzny. W tymże roku otrzymał obywatelstwo ukraińskie.
W ramach przygotowań do lotów kosmicznych i podczas pracy testowych odbył unikatowe szkolenia w dziedzinie inżynierii i lotnictwa. Szkolenie obejmowało statki kosmiczne Sojuz, Sojuz-TM, Buran, stację kosmiczną Salut, częściowo kompleks orbitalny Mir i amerykańskie wahadłowce Space Shuttle.
Uczestniczył w projektowaniu i testowaniu systemów lotniczych i kosmicznych, w projektowaniu ich szkiców i modeli, jak również systemów testowych lotów.
Latał na ponad 50 rodzajach i modyfikacjach statków powietrznych różnego przeznaczenia, głównie myśliwcach, a także na amerykańskich samolotach szkoleniowych Northrop T-38.
W ramach przygotowań do lotu kosmicznego został przeszkolony do prowadzenia eksperymentów naukowych na pokładzie statku kosmicznego w różnych dziedzinach: biologia, medycyna, metrologia, ekologia, badanie zasobów naturalnych Ziemi z kosmosu, geologia, astronomia, geobotanika.
W 1995 roku zakwalifikował się do grupy kosmonautów w Narodowej Agencji Kosmicznej Ukrainy.
W NASA został przeszkolony do lotów kosmicznych na amerykańskich statkach wielokrotnego użytku jako specjalista ładunku.
W dniach 19 listopada – 5 grudnia 1997 roku odbył swój jedyny lot kosmiczny. Wziął udział w misji STS-87 amerykańskiego wahadłowca Columbia.
W 1998 roku Łeonid Kadeniuk otrzymał stopień generała majora Sił Zbrojnych Ukrainy. Został zastępcą Generalnego Inspektora Generalnego Inspektoratu Wojskowego przy Prezydencie Ukrainy ds. Lotnictwa i Kosmonautyki.
W latach 2002–2006 był posłem IV kadencji Rady Najwyższej Ukrainy.
Był autorem pięciu prac naukowych.
Zmarł 31 stycznia 2018 roku w Kijowie w wieku 67 lat.

## Lot wahadłowcem Columbia

Logo misji STS-87 na wahadłowcu Columbia

W okresie od 19 listopada do 5 grudnia 1997 roku uczestniczył w locie kosmicznym na amerykańskim wahadłowcu Columbia w misji STS-87. Podczas lotu przeprowadził eksperymenty biologiczne w ramach ukraińsko-amerykańskiego programu badawczego dotyczące trzech gatunków roślin: rzepy, soi i mchu. Głównym celem eksperymentu było zbadanie wpływu nieważkości na fotosyntezę roślin, zapłodnienie i rozwój zarodka, ekspresji genów w tkankach nasion soi i rzepy, zawartości fitohormonów w roślinach rzepy, na metabolizm węglowodanów i ultrastruktury komórek siewek soi, procesu zniszczenia siewek soi grzybem chorobotwórczym Phytophthora. Oprócz tego, podczas lotu kosmicznego przeprowadzono eksperymenty Instytutu Badań Systemowych Człowieka na temat „Człowiek i stan nieważkości”.

## Wykaz lotów
| Lot kosmiczny, w którym uczestniczył Łeonid K. Kadeniuk      | Lot kosmiczny, w którym uczestniczył Łeonid K. Kadeniuk | Lot kosmiczny, w którym uczestniczył Łeonid K. Kadeniuk | Lot kosmiczny, w którym uczestniczył Łeonid K. Kadeniuk | Lot kosmiczny, w którym uczestniczył Łeonid K. Kadeniuk | Lot kosmiczny, w którym uczestniczył Łeonid K. Kadeniuk | Lot kosmiczny, w którym uczestniczył Łeonid K. Kadeniuk |
| L.p.                                                         | Data startu                                             | Statek kosmiczny                                        | Data lądowania                                          | Funkcja                                                 | Czas trwania                                            |                                                         |
| ------------------------------------------------------------ | ------------------------------------------------------- | ------------------------------------------------------- | ------------------------------------------------------- | ------------------------------------------------------- | ------------------------------------------------------- | ------------------------------------------------------- |
| 1                                                            | 19 listopada 1997                                       | STS-87 Columbia F-24                                    | 5 grudnia 1997                                          | specjalista ładunku                                     | 15 dni 16 godzin 34 minut                               |                                                         |
| Łączny czas spędzony w kosmosie – 15 dni 16 godzin 34 minuty |                                                         |                                                         |                                                         |                                                         |                                                         |                                                         |

## Odznaczenia
- Order „Złota Gwiazda” Bohatera Ukrainy
- Order„Za zasługi” III klasy (Ukraina)
- Order „Za odwagę” I klasy (Ukraina)
- Medal jubileuszowy „50 lat Sił Zbrojnych ZSRR”
- Medal jubileuszowy „60 lat Sił Zbrojnych ZSRR”
- Medal jubileuszowy „70 lat Sił Zbrojnych ZSRR”
- Medal za Lot Kosmiczny (NASA Space Flight Medal, 1997)
- Universal Astronaut Insignia za lot orbitalny (nr 368, pośmiertnie) – Stowarzyszenie Uczestników Lotów Kosmicznych (Association of Space Explorers(inne języki))[6]